# Cablogramma
Il termine cablogramma è composto dalla parola Francese câble (cavo, gomena) e da quella greca gramma (suffisso con il significato di dispaccio).

## Descrizione
Il cablogramma è quindi un messaggio telegrafico che viene inviato attraverso un cavo sottomarino.
Utilizzati ampiamente in occasione dei conflitti mondiali, i cablogrammi vennero tecnologicamente sorpassati dalla trasmissione via radio.
Il primo cablogramma fu inviato nel 1858. Esso è stato prevalentemente impiegato per inviare messaggi in codice non intercettabili tra le varie sedi diplomatiche.
Il cablogramma è stampabile ed è facilmente comparabile al più noto telegramma cartaceo.